# Fabien Galateau
Fabien Galateau, all'anagrafe Fabiel Christian Galateau (Nanteuil-la-Fosse, 23 luglio 1913 – Avignone, 23 settembre 1995), è stato un ciclista su strada e dirigente sportivo francese.
Professionista dal 1933 al 1944, conta la vittoria di due tappe al Tour de France.

## Carriera
Corse per le squadre francesi Olympique, Tendil, Alcyon-Dunlop, Lucien Michard, Génial Lucifer, Mercier e Rhonson, oltre che come individuale. Le principali vittorie da professionista furono una tappa e la classifica generale della Nice-Toulon-Nice nel 1936, il Circuit du Mont Ventoux nel 1937, il Circuit du Cantal, una tappa al Tour de l'Oise ed una al Tour de France nel 1938, il Grand Prix de l'Écho d'Alger, la Manche-Océan ed una tappa al Tour de France nel 1939. Partecipò a cinque edizioni del Tour de France e due del Giro d'Italia. Tra il 1954 ed il 1955 fu dirigente della squadra Rochet-Dunlop. Anche il fratello Gabriel fu ciclista professionista.

## Palmarès
- 1933 (Individuale, una vittoria)

Toulon-Aubagne-Toulon
- 1934 (Olympique, una vittoria)

4ª tappa Grand Prix Wolber
- 1936 (Alcyon-Dunlop, due vittorie)

1ª tappa Nice-Toulon-Nice
Classifica generale Nice-Toulon-Nice
- 1937 (Alcyon-Dunlop, due vittorie)

Campionati francesi (categoria allievi)
Circuit du Mont Ventoux
- 1938 (Lucien Michard-Wolber e Dei, tre vittorie)

Circuit du Cantal
2ª tappa Tour de l'Oise (Compiègne > Creil)
19ª tappa Tour de France (Metz > Reims)
- 1939 (Génial Lucifer-Hutchinson, tre vittorie)

Grand Prix de l'Écho d'Alger
Manche-Océan
11ª tappa Tour de France (Montpellier > Marsiglia)

### Altri successi
- 1935

Criterium di Lézignan

## Piazzamenti

### Grandi Giri
- Giro d'Italia

1934: 42º
1938: 25º
- Tour de France

1934: 36º
1936: 40º
1937: 25º
1938: 28º
1939: 22º

### Classiche monumento
- Milano-Sanremo

1938: 4º
- Parigi-Roubaix

1937: 36º
1943: 42º